# Porządek joński

Schemat porządku jońskiego

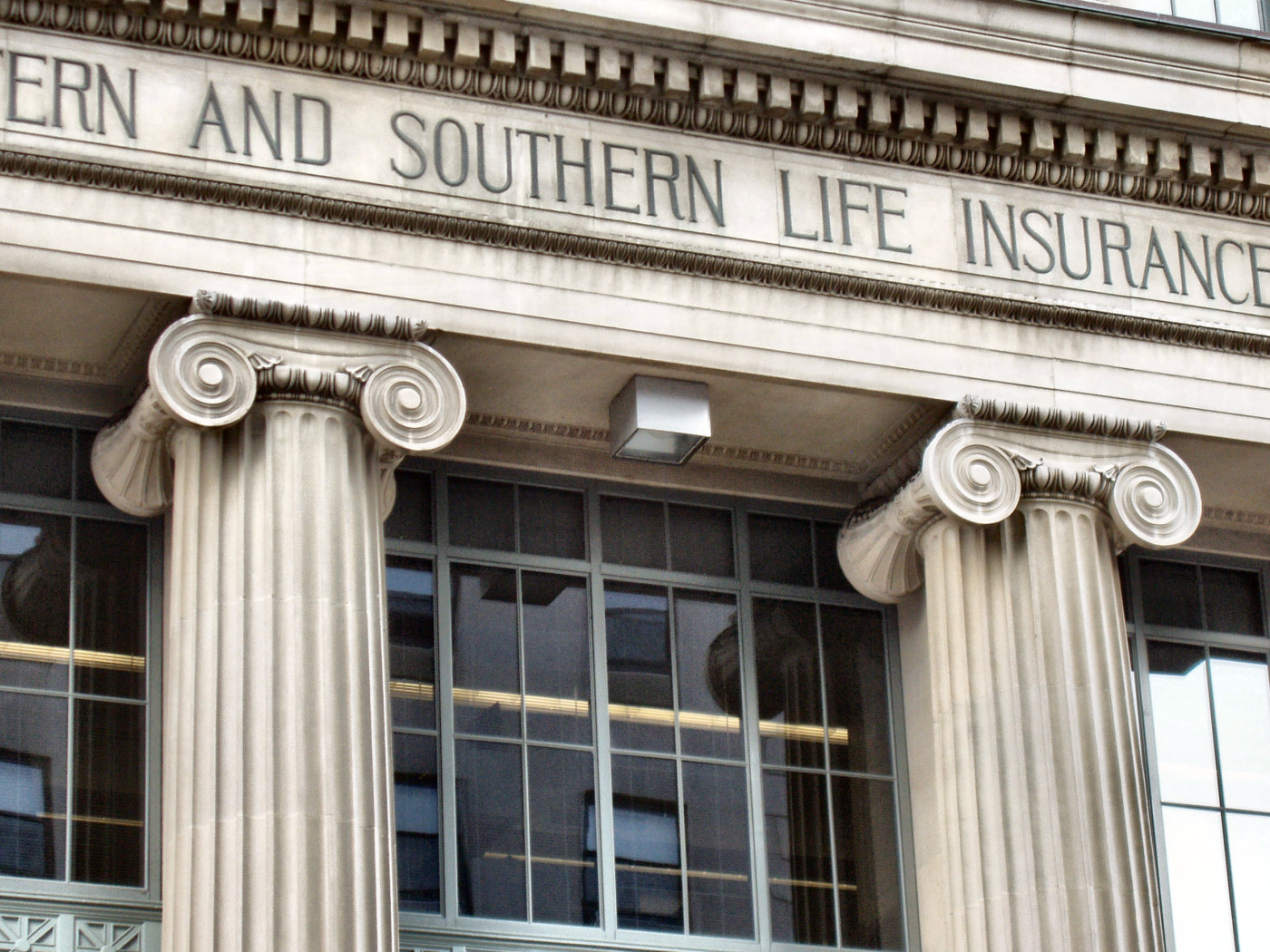
Współczesne kolumny w porządku jońskim

Porządek joński – jeden z trzech podstawowych porządków architektonicznych występujących w architekturze starożytnej Grecji. Ma dwie odmiany: attycką i małoazjatycką, różniące się przede wszystkim detalami bazy kolumny i belkowania. Powstał w Azji Mniejszej na przełomie VII i VI w. p.n.e. pod wpływem budownictwa ludów Wschodu.

## Cechy charakterystyczne
- lekkość, smukłe proporcje, bogate zdobienia
- baza oparta na plincie: w wariancie attyckim trójczłonowa złożona z dwóch torusów i trochilusu między nimi, albo w wariancie małoazjatyckim – wieloczłonowa, dowolnie zestawiona z torusów i trochilusów
- trzon kolumny ozdobiony 24 kanelurami połączonych listewkami (stegami), żłobkowanie jest węższe niż w stylu doryckim. Mniej wyraźnie jest zaznaczony entasis, zwężenie trzonu poniżej głowicy jest też mniejsze
- głowica – najbardziej charakterystyczny element wyróżniający styl joński ukształtował się w VI w. p.n.e.; zbudowana jest z ozdobnej, opisywanej często jako przypominającej baranie rogi, woluty. Kształt woluty wywodzi się z rolowanej nad wejściem maty. Powyżej woluty abakus o profilowanych krawędziach, często dość bogato zdobiony
- belkowanie złożone z trójczłonowego architrawu, na którym opiera się w wariancie attyckim bogato zdobiony fryz ciągły (w porządku doryckim dekorowany metopami rozdzielonymi tryglifami). Sam fryz zdobiono reliefem ze scenami mitologicznymi, historycznymi. Najbardziej znanym i ciekawym przykładem jest fryz Partenonu, zwany fryzem partenońskim. W odmianie małoazjatyckiej fryz nie ma tak bogatej dekoracji: jego ozdobą jest rząd wystających kostek. Powyżej fryzu znajdowała się najwyższa część belkowania – gzyms wieńczący, często niższy niż w porządku doryckim, ale o bardziej skomplikowanej formie. Górną jego część stanowiła listwa zdobiona kimationem, antemionem lub plecionką, zakończona na ogół ząbkowaniem. Świątynie budowane w stylu jońskim kryte były (podobnie jak świątynie w stylu doryckim) dwuspadowym dachem zwieńczonym tympanonem, z gzymsem ozdobionym akroterionami. Wzdłuż dachu biegła rynna (sima) zakończona rzygaczami w postaci lwich pysków. Pole przyczółka wypełniała bogata dekoracja rzeźbiarska
- świątynie stawiano na trzystopniowej podbudowie (krepidoma)

Styl joński cieszył się ogromną popularnością od IV w. p.n.e., dominował w okresie hellenistycznym. Swoim zasięgiem objął nie tylko Grecję, ale też Italię i Sycylię. Przykłady zabytków w porządku jońskim: Apteros (Nike Bezskrzydła) i Erechtejon na Akropolu, Herajon na wyspie Samos, Artemizjon w Efezie i w ołtarzu pergamońskim.
Rozwinięciem porządku jońskiego był porządek koryncki.